# John Warren (basket-ball)
John Warren, né le 7 juillet 1947 à Sparta, en Géorgie, est un ancien joueur américain de basket-ball. Il évolue durant sa carrière aux postes d'arrière et d'ailier.

## Palmarès
- Champion NBA 1970